# Umkhonto
Umkhonto (Zulu: Speer) ist eine vertikal gestartete Flugabwehrrakete des südafrikanischen Herstellers Denel Aerospace Systems.

## Entwicklung
Mitte der 1990er-Jahre begann Denel mit der Entwicklung einer Familie von Flugabwehrraketen. Unter der Bezeichnung SAHV wurden drei Lenkwaffentypen mit unterschiedlichen Suchköpfen entwickelt. Schließlich konzentrierte man sich auf zwei Typen: Die radargelenkte (Umkhonto-R) und die infrarotgelenkte Variante (Umkhonto-IR). Der Erstflug einer Umkhonto-IR fand 2005 statt. Die Ausführung Umkhonto-R befindet sich immer noch in der Entwicklung. Eine weitere Variante mit dem Namen Umkhonto-NG wird zurzeit entwickelt; sie soll durch einen Booster die Reichweite auf bis zu 25 km erhöhen.
Das gesamte System ist modular aufgebaut und kann sowohl auf Schiffen als auch auf Fahrzeugen installiert werden.

## Einsatzprofil
Die Umkhonto-IR arbeitet mit einem Überwachungsradar zusammen. Ein eigentliches Feuerleitradar wird nicht benötigt. Das Überwachungsradar versorgt die Lenkwaffe vor dem Start mit Zieldaten. Während des Fluges wird die Lenkwaffe weiter über den Datenlink mit Zieldaten des Überwachungsradars versorgt. Die Steuerung erfolgt hierbei mittels eines Trägheitsnavigationssystems. Für den Zielanflug kommt der lenkwaffeneigene IR-Suchkopf zum Einsatz. Wird das Flugziel direkt getroffen, wird der Sprengkopf durch den Aufschlagzünder zur Detonation gebracht. Bei einem Vorbeiflug erfolgt die Sprengkopfzündung durch den Näherungszünder.

## Technik
Die Waffe wird sowohl land- als auch seegestützt eingesetzt und dabei vertikal gestartet. Die Lenkung erfolgt über Lenkflossen am Heck und eine schwenkbare Düse. Sie kann Manöver mit einer Radialbeschleunigung von bis zu 40g durchführen.
Der Infrarot-Suchkopf basiert auf dem von Denel für die Luft-Luft-Rakete U-Darter entwickelten und kann die IR-Signatur eines Ziels aus beliebiger Richtung erkennen.
Das Feuerleitsystem der Marineversion ist in der Lage, bis zu acht Umkhonto-Flugkörper gleichzeitig und unabhängig voneinander gegen acht Ziele zu steuern. Mit der Ausführung für die Landesstreitkräfte können zeitgleich vier Ziele bekämpft werden. Es lassen sich Flugzeuge, Hubschrauber, Marschflugkörper sowie tieffliegende (Seaskimmer) Anti-Schiffs-Raketen bekämpfen.

## Varianten
- Umkhonto-IR Block 1: 1. Serienversion ab 2005, Reichweite 12 km
- Umkhonto-IR Block 2: Verbesserte Ausführung für Finnland und Algerien, Reichweite 15 km
- Umkhonto-IR Block 3: Version vorgestellt 2013, mit größerem Booster, Reichweite 20 km

## Betreiber
- Algerien – Die algerische Marine setzt die Umkhonto auf den Fregatten der MEKO-200AN-Klasse ein.
- Finnland – Erster Exportkunde ist die finnische Marine, die auf ihren Minenlegern der Hämeenmaa-Klasse und den Korvetten der Hamina-Klasse jeweils ein System mit acht Zellen für Raketen installiert hat. Weiter war die Verwendung auf dem Luftkissenboot Tuuli geplant.
- Südafrika – Derzeit wird das Umkhonto-System von der südafrikanischen Marine auf den Fregatten der Valour-Klasse verwendet, die mit zwei Achtfachstartern für die Rakete ausgerüstet sind. Weiter verwendet die südafrikanische Armee eine landgestützte Version, wobei eine Raketenbatterie aus je vier Startern, einem Überwachungsradar und einem Befehlsstand besteht.